# Evolution (álbum de Blood on the Dancefloor)
Evolution é o quinto álbum de estúdio da banda estadunidense Blood on the Dancefloor. Foi lançado em 19 de junho de 2012 através da Dark Fantasy Records.

## Lista de faixas
| N.º | Título                                       | Duração |  |
| 1.  | "Rise & Shine" (com Deuce)                   | 3:36    |  |
| 2.  | "Unforgiven"                                 | 3:39    |  |
| 3.  | "The Law Of Love"                            | 1:26    |  |
| 4.  | "Frankenstein + The Bride" (com Haley Rose)  | 3:39    |  |
| 5.  | "Fantasyland"                                | 2:56    |  |
| 6.  | "Revenge Porn"                               | 3:45    |  |
| 7.  | "Mercy" (com Amelia Arsenic)                 | 3:27    |  |
| 8.  | "Hollywood Tragedy" (com Shawn Brando)       | 3:41    |  |
| 9.  | "Rampage of Love"                            | 1:08    |  |
| 10. | "The Last Dance"                             | 3:28    |  |
| 11. | "Incomplete and All Alone" (com Joel Madden) | 3:48    |  |
| 12. | "Deja Vu"                                    | 3:36    |  |
| 13. | "You Are the Heart"                          | 3:44    |  |
| 14. | "The Right to Love!"                         | 4:08    |  |
| 15. | "Loveotomy"                                  | 3:30    |  |
| 16. | "Mother Earth"                               | 1:12    |  |
| 17. | "Love Conquers All" (com Elena Vladi)        | 3:51    |  |
| 18. | "Love Is the Message"                        | 1:23    |  |

## Desempenho nas tabelas musicais

### Posições
| Tabela musical (2012)                    | Melhor posição |
| ---------------------------------------- | -------------- |
| Estados Unidos - Billboard 200           | 200            |
| Estados Unidos - Dance/Electronic Albums | 100            |